# Barbara Wachowicz

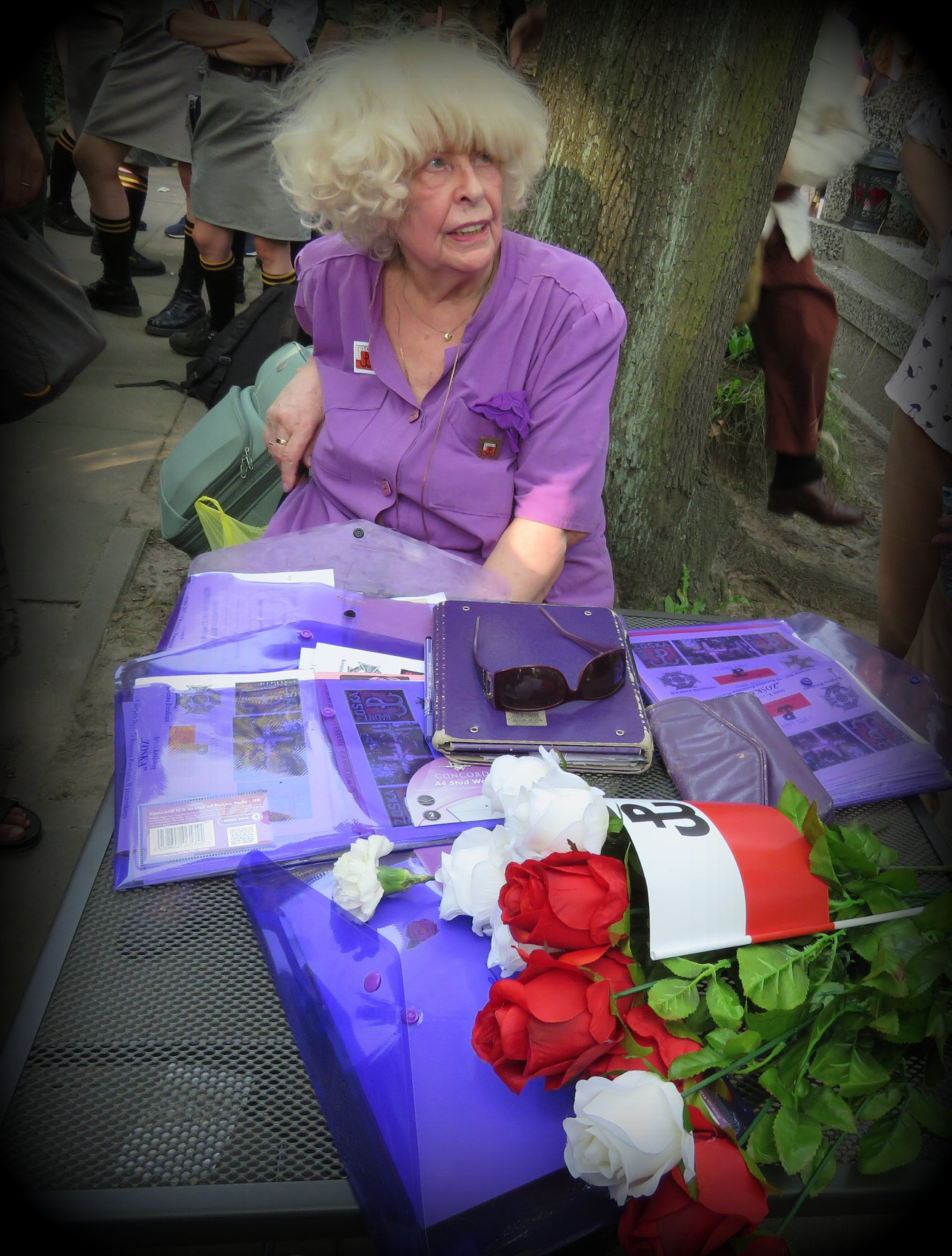
Barbara Wachowicz w kwaterze Batalionu „Zośka” na Powązkach Wojskowych w Warszawie, 1 sierpnia 2017

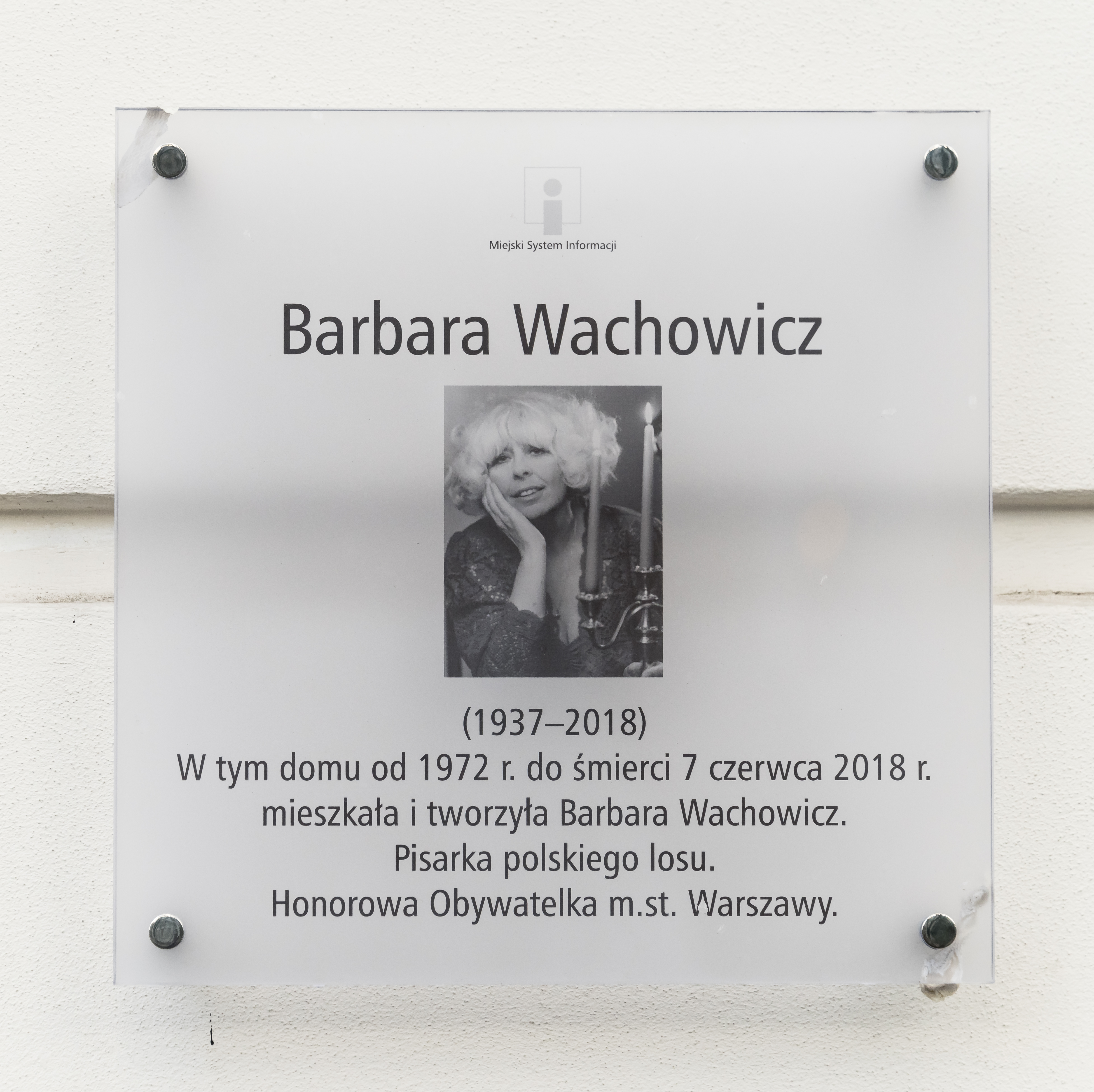
Tablica pamiątkowa przy ul. Zamenhofa 8 w Warszawie

Barbara Maria Wachowicz-Napiórkowska (ur. 18 maja 1937 w Warszawie, zm. 7 czerwca 2018 tamże) – polska pisarka, reportażystka, autorka biografii wielkich Polaków, fotografik, scenarzystka, publicystka.

## Życiorys
Wychowana w dworku Krzymosze-Bajki na Podlasiu, w duchu szacunku dla powstania warszawskiego i Armii Krajowej. Oboje rodzice byli żołnierzami 9 Podlaskiej Dywizji Piechoty Armii Krajowej.
Absolwentka Wydziału Dziennikarstwa Uniwersytetu Warszawskiego (1962), a także Studium Historii i Teorii Filmu Państwowej Wyższej Szkole Teatralnej i Filmowej w Łodzi (1963).
Publikowała na łamach pism:
- „Ekran” (1959–1972); tu m.in. recenzje filmowe i wywiady z aktorami (m.in. z Shirley MacLaine i Kirkiem Douglasem)
- „Świat” (1962–1964)
- „Przekrój” (1962–1993)
- „Stolica” (1984–1989)
- „Kontrasty” (1988–1989)
- „Nasz Dziennik”

Autorka reportaży, opowieści i gawęd o życiu, twórczości, miłościach i tajemnicach: Adama Mickiewicza, Juliusza Słowackiego, Henryka Sienkiewicza, Stefana Żeromskiego, Tadeusza Kościuszki, a także o postaciach polskiego harcerstwa. Autorka scenariuszy filmowych i telewizyjnych, audycji radiowych, wystaw oraz widowisk scenicznych (np. Wigilie polskie).
Była członkiem Stowarzyszenia Pisarzy Polskich i ZAiKS. Jej mężem był scenograf teatralny i telewizyjny Józef Napiórkowski (1942–2000). Mieszkała w Warszawie przy ul. Zamenhofa 8.
Została pochowana 15 czerwca 2018 w Alei Zasłużonych cmentarza Wojskowego na Powązkach (kwatera A2-Aleja Zasłużonych-4).

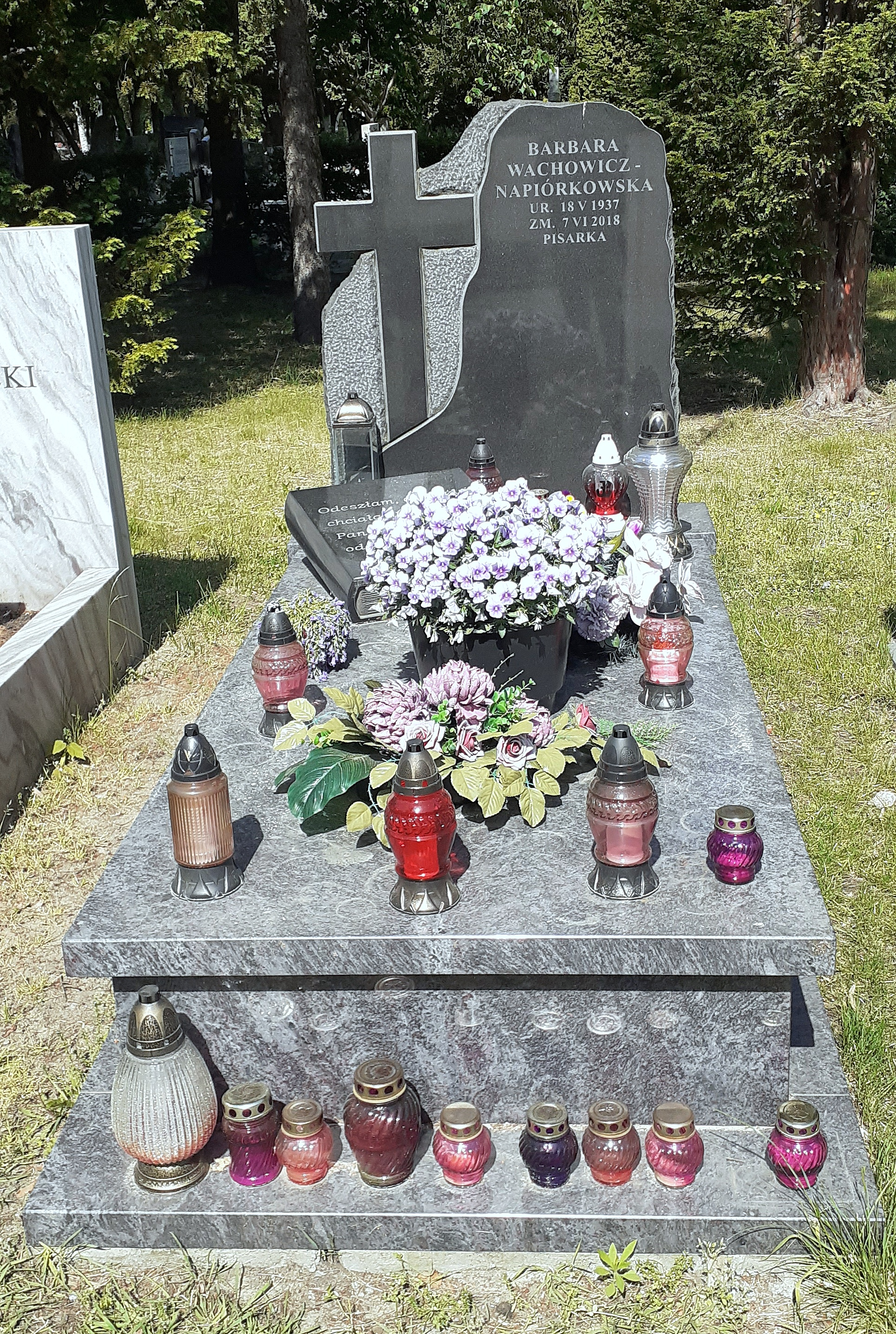
Grób Barbary Wachowicz na cmentarzu Wojskowym na Powązkach w Warszawie

## Twórczość

### Książki
- Filmowe przygody małego rycerza (opracowanie graficzne Lech Zahorski; Wydawnictwa Artystyczne i Filmowe 1971, 1973)
- Marie jego życia (Wydawnictwo Literackie 1972, 1973; Wydawnictwa Radia i Telewizji 1985 ISBN 83-212-0384-1, 1986 ISBN 83-212-0464-3; Świat Książki 1994, ISBN 83-7129-059-4; Oficyna Wydawnicza „Rytm” 2001 ISBN 83-88794-09-4, 2008 ISBN 978-83-7399-271-9; tłumaczenie na język czeski: Marie jeho života, przekład Vendulka Zapletalová; Lidové nakladatelství 1979)
- Malwy na lewadach (Państwowe Wydawnictwo „Iskry” 1972; Wydawnictwa Radia i Telewizji 1983 ISBN 83-212-0222-5, 1985 ISBN 83-212-0406-6; Oficyna Wydawnicza „Rytm” 2000, ISBN 83-87893-57-9; zmieniona część książki jako: Wielcy Polacy w Ojczyźnie, Szkocji, Italii, Szwajcarii. Fryderyk Chopin w Ojczyźnie i Szkocji, Adam Mickiewicz, Juliusz Słowacki, Zygmunt Krasiński, Cyprian Kamil Norwid, Stefan Żeromski w Italii i Szwajcarii. Malwy na Lewadach 1: Oficyna Wydawnicza „Rytm” 2017, ISBN 978-83-7399-729-5)
- Ziemia urocza Stefana Żeromskiego (Wojewódzki Oddział Informacji Turystycznej Kielce 1975)
- Syn Polski (wydanie z okazji otwarcia Muzeum Literackiego Henryka Sienkiewicza w Poznaniu; Miejska Biblioteka Publiczna im. Edwarda Raczyńskiego – Wielkopolskie Towarzystwo Przyjaciół Książki 1978)
- Ciebie jedną kocham (oprac. graf. Janusz Wysocki; Państwowe Wydawnictwo „Iskry” 1979, ISBN 83-207-0059-0; Wydawnictwa Radia i Telewizji 1988, ISBN 83-212-0447-3; jako: Ciebie jedną kocham. Tropami Stefana Żeromskiego w „najściślejszej ojczyźnie”: Oficyna Wydawnicza „Rytm” 2008, ISBN 978-83-7399-289-4)
- Czas nasturcji. Ścieżkami Kasprowicza („Sport i Turystyka” 1989, ISBN 83-217-2652-6)
- Ogród młodości (Wydawnictwa Radia i Telewizji 1990, ISBN 83-212-0539-9)
- „W ojczyźnie serce me zostało” Szlakiem Mickiewicza, Słowackiego, Chopina, Sienkiewicza, Orzeszkowej, Reymonta, Żeromskiego, Wańkowicza (album – katalog wystawy; wstęp Krzysztof Kąkolewski; Interpress 1991, ISBN 83-223-2580-0)
- „Ty jesteś jak zdrowie.” Z Mickiewiczem nad Wilią, Niemnem i Świtezią. Ze Słowackim w Krzemieńcu. Z Orzeszkową nad Niemnem (Oficyna Wydawnicza „Rytm” 1993 ISBN 83-85249-43-5, 1994 ISBN 83-85249-43-5 [dwa wydania], 1995 ISBN 83-85249-43-5, 1998 ISBN 83-85249-43-5; jako: „Ty jesteś jak zdrowie.” Z Mickiewiczem nad Wilią, Niemnem i Świtezią: Oficyna Wydawnicza „Rytm” 2007, ISBN 978-83-7399-216-0)
- Druhno Oleńko! Druhu Andrzeju! Gawęda o twórcach Harcerstwa Polskiego, Oldze i Andrzeju Małkowskich (Oficyna Wydawnicza „Rytm” 1995 ISBN 83-85249-95-8, 2000 ISBN 83-85249-95-8, 2003 ISBN 83-85249-95-8, 2008 ISBN 978-83-7399-264-1, 2010 ISBN 978-83-7399-417-1; seria: „Wierna rzeka harcerstwa t. 1")
- Dom Sienkiewicza (Oficyna Wydawnicza „Rytm” 2000 ISBN 83-87893-54-4, 2005 ISBN 83-7399-112-3, 2008, ISBN 978-83-7399-208-5)
- „Nazwę Cię – Kościuszko!”. Szlakiem bitewnym Naczelnika w Ameryce (Oficyna Wydawnicza „Rytm” 2000 ISBN 83-87893-83-8, 2008 ISBN 978-83-7399-265-8)
- Wigilie Polskie. Adam Mickiewicz (Oficyna Wydawnicza „Rytm” 2001 ISBN 83-88794-48-5, 2007 ISBN 978-83-7399-246-7, 2011 ISBN 978-83-7399-439-3, 2016 ISBN 978-83-7399-439-3)
- Kamyk na szańcu. Gawęda o druhu Aleksandrze Kamińskim w stulecie urodzin (Oficyna Wydawnicza „Rytm” 2002 ISBN 83-88794-68-X, 2012 ISBN 978-83-7399-522-2; seria: „Wierna rzeka harcerstwa t. 2")
- Rudy, Alek, Zośka. Gawęda o bohaterach „Kamieni na szaniec” (Oficyna Wydawnicza „Rytm” 2003 ISBN 83-88794-95-7, 2007 ISBN 978-83-7399-321-1, 2011, ISBN 978-83-7399-446-1; jako Rudy, Alek, Zośka. Prawda o bohaterach „Kamieni na szaniec”: Oficyna Wydawnicza „Rytm” 2014 ISBN 978-83-7399-600-7, 2016 ISBN 978-83-7399-675-5; seria: „Wierna rzeka harcerstwa t. 3")
- To „Zośki” wiara! Gawęda o Harcerskim Batalionie Armii Krajowej „Zośka”. Cz. 1 (Oficyna Wydawnicza „Rytm” 2005 ISBN 83-7399-079-8; seria: „Wierna rzeka harcerstwa t. 4")
- To „Zośki” wiara! Gawęda o Harcerskim Batalionie Armii Krajowej „Zośka”. Cz. 2 (Oficyna Wydawnicza „Rytm” 2005 ISBN 83-7399-030-5, 2010 ISBN 978-83-7399-411-9; seria: „Wierna rzeka harcerstwa t. 4")
- Siedziby wielkich Polaków. Od Reja do Kraszewskiego (Świat Książki 2013, ISBN 978-83-7943-083-3)
- Siedziby wielkich Polaków. Od Konopnickiej do Iwaszkiewicza (Świat Książki 2013, ISBN 978-83-7943-313-1)
- Bohaterki Powstańczej Warszawy. My musimy być mocne i jasne (Wydawnictwo MUZA S.A. 2014, ISBN 978-83-775-8715-7)
- Siedziby wielkich Polaków. Od Reja do Iwaszkiewicza (łączne wydanie książek: Siedziby wielkich Polaków. Od Reja do Kraszewskiego i Siedziby wielkich Polaków. Od Konopnickiej do Iwaszkiewicza; Świat Książki 2015, ISBN 978-83-7943-083-3)
- Ułan Batalionu „Zośka”. Gawęda o Janku Rodowiczu „Anodzie” (Oficyna Wydawnicza „Rytm” 2015, ISBN 978-83-7399-647-2; seria: „Wierna rzeka harcerstwa t. 5")
- Henryk Sienkiewicz (1846-1916). Ku pokrzepieniu serc (katalog wystawy; wstęp i redakcja Tadeusz Skoczek; współautorzy: Lech Ludorowski, Tadeusz Skoczek; Wydawnictwo Muzeum Niepodległości 2016, ISBN 978-83-65439-01-7)
- Matki wielkich Polaków. „Serce mojej ojczyzny – mamo!” (Sport i Turystyka – Wydawnictwo MUZA S.A. 2016, ISBN 978-83-287-0088-8)
- Tadeusz Kościuszko w Ojczyźnie, Ameryce, Szwajcarii. Łączmy serca! (Oficyna Wydawnicza „Rytm” 2017, ISBN 978-83-7399-725-7)
- Wielcy Polacy w Ojczyźnie, Szkocji, Italii, Szwajcarii. Fryderyk Chopin w Ojczyźnie i Szkocji, Adam Mickiewicz, Juliusz Słowacki, Zygmunt Krasiński, Cyprian Kamil Norwid, Stefan Żeromski w Italii i Szwajcarii. Malwy na Lewadach 1 (zmieniona część książki Malwy na lewadach; Oficyna Wydawnicza „Rytm” 2017, ISBN 978-83-7399-729-5)

### Opracowania i prace redakcyjne
- Aleksander Kamiński, Kamienie na szaniec (autorka wstępu, bibliografii i wyboru zdjęć; Wydawnictwo „Nasza Księgarnia” 1999, ISBN 83-10-10505-3, ISBN 83-10-10476-6, ISBN 83-10-11117-7; 2000, ISBN 83-10-10699-8; 2003, ISBN 83-10-10889-3, ISBN 83-10-10880-X; 2007, ISBN 978-83-10-11433-4, ISBN 978-83-10-11320-7; 2014, ISBN 978-83-10-12649-8, ISBN 978-83-10-12654-2; 2015, ISBN 978-83-10-12931-4, ISBN 978-83-10-12654-2)
- Aleksander Kamiński, „Zośka” i „Parasol”. Opowieść o niektórych ludziach i niektórych akcjach dwóch batalionów harcerskich (autorka wstępu i fotografii; Wydawnictwo Iskry 2009, ISBN 978-83-244-0091-1)

### Wystawy
- „W ojczyźnie serce me zostało” – Szlakami Mickiewicza, Słowackiego, Chopina, Sienkiewicza, Orzeszkowej, Żeromskiego, Wańkowicza
- „Nazwę Cię – Kościuszko!” – Bitewnym szlakiem Naczelnika w Ameryce
- „Kamyk na szańcu” – Opowieść o Druhu Aleksandrze Kamińskim i jego Bohaterach – Harcerzach Szarych Szeregów
- „Henryk Sienkiewicz – Dla pokrzepienia serc”
- „Żar słowa i treści rozsądek”
- „Reduta Żeromskiego”

## Ordery, odznaczenia i wyróżnienia
Została wyróżniona licznymi odznaczeniami, nagrodami i wyróżnieniami, przyznanymi zarówno przez instytucje państwowe jaki pozarządowe. 31 lipca 2006 otrzymała Honorowe Obywatelstwo miasta stołecznego Warszawy. W 2009, jako pierwsza osoba urodzona poza granicami Wielkopolski, została uhonorowana medalem wojewody wielkopolskiego „Ad perpetuam rei memoriam”. Otrzymała także tytuły honorowego obywatelstwa miast: Płońsk i Węgrów. W 2018 została odznaczona Złotym Krzyżem Honorowym Związku Piłsudczyków oraz była nominowana do Leksykonu Polek 100-lecia.
Ordery i odznaczenia
- Krzyż Oficerski Orderu Odrodzenia Polski (2012, za wybitne zasługi w działalności naukowo-edukacyjnej, za osiągnięcia w pracy twórczej)[8][9].
- Krzyż Kawalerski Orderu Odrodzenia Polski (1997, za wybitne zasługi w pracy twórczej)[10]
- Złoty Krzyż „Za Zasługi dla ZHP”
- Medal Komisji Edukacji Narodowej
- Medal „Polonia Mater Nostra Est” (2001, za wyjątkowy dar przekazywania młodzieży skarbów narodowego dziedzictwa)
- Medal „Pro Memoria” (za wybitne zasługi w utrwalaniu pamięci o Bohaterach walki o niepodległość Polski)
- Medal „Milito Pro Christo” i dyplom „Benemerenti” (za nieustępliwą i konsekwentną promocję polskości, dawanie świadectwa prawdzie i sprawiedliwości)
- Złoty Medal Opiekuna Miejsc Pamięci Narodowej
- Srebrny Medal „Zasłużony Kulturze Gloria Artis” (2016, w dziedzinie literatury)[11]
- Order Uśmiechu (1995)
- Odznaka Honorowa Batalionu Harcerskiego AK „Zośka”
- Medal honorowy im. Cypriana Kamila Norwida
- Medal „Ad perpetuam rei memoriam” (Na wieczną rzeczy pamiątkę, udekorowana 20 grudnia 2009 przez wojewodę wielkopolskiego Piotra Florka w poznańskim Teatrze Wielkim podczas Wigilii Polskich)
- Medal Honorowy Meritus Patriae
- Order „Zasłużony ziemi bialskiej”
- Medal Fides et Ratio UKSW (za promowanie dobra i piękna w świecie, przybliżanie postaci Wielkich Polaków, wychowywanie młodego pokolenia w duchu patriotyzmu)
- Order „Zasłużony dla ziemi łosickiej”
- Medal Honorowy Prezydenta Miasta Torunia „Thorunium” (2015)[12]
- Złota Odznaka Wydawnictwa Iskry

Nagrody i wyróżnienia
- Nagroda im. J. Bruna dla młodych dziennikarzy przyznawana przez SDP (1966)
- Nagroda miasta Kielc (1975, działalność popularyzatorską związaną z ziemią rodzinną Stefana Żeromskiego)
- Nagroda im. Henryka Sienkiewicza (1987)
- Srebrny As Literatury Polskiej
- Złoty Mikrofon (2002)
- Złoty Chryzostom
- Tytuł Mistrz Mowy Polskiej Vox Populi (2001)
- Nagroda im. Ludomira Benedyktowicza
- Laska Skautowska „Niezawodny przyjaciel harcerstwa”
- Nagroda „Edukacja XXI”
- I nagroda Towarzystwa Miłośników Wilna i ziemi wileńskiej
- Nagroda św. Brata Alberta
- Nagroda Ministra Kultury i Dziedzictwa Narodowego
- Nagroda Marszałka województwa mazowieckiego „Pro Masovia” (za wspaniałe przedsięwzięcia mające na celu ukazania piękna, bogactwa, różnorodności polskiego dziedzictwa narodowego)
- Nagroda Wojewody Wielkopolskiego (jako wyraz wielkiego uznania wiedzy, talentu, niezłomności charakteru oraz poświęcenia dla wspólnego dobra)
- Nagroda KLIO
- Złota Róża Publiczności w Teatrze Wielkim w Poznaniu
- „Serce dla serc”
- Nagroda im. Adama Naruszewicza
- Nagroda Stowarzyszenia „Solidna firma”
- Nagroda im. Witolda Hulewicza
- Nagroda Miasta Stołecznego Warszawy (2003)[13]
- Nagroda imienia Adama Naruszewicza Instytutu Filologii Polskiej Akademii Podlaskiej (za całokształt bogatej twórczości pisarskiej)
- Nagroda Totus (2012, za osiągnięcia w dziedzinie kultury chrześcijańskiej; za niestrudzone, pełne żarliwości i entuzjazmu propagowanie kultury chrześcijańskiej, patriotyzmu i pięknej polszczyzny, postaw honoru i prawości wśród młodego pokolenia Polaków)
- Wybór do grona Great Women XXI Century przez American Biographical Institute
- Tytuł VIP 2017
- Tytuł Honorowego Ambasadora Wschodu 2017

## Upamiętnienie
Na domu przy ul. Zamenhofa 8 w Warszawie, w którym mieszkała w latach 1972–2018, umieszczono tablicę pamiątkową.
W 2024 roku jej imieniem nazwano skwer przy ulicy Zamenhofa u zbiegu z ulicą Dzielną w Warszawie.